# Casa do Ferreira das Tabuletas
Pour les articles homonymes, voir Ferreira.
La Casa do Ferreira das Tabuletas est un bâtiment emblématique du Chiado à Lisbonne, construit sur l'actuelle Rua da Trindade, en face du Largo Rafael Bordalo Pinheiro, situé dans la paroisse de Santa Maria Maior.
Il est classé Bien d'Intérêt Public depuis 1978.
Il a été construit en 1864, sur l'ancien terrain du Couvent Trindade, par l'émigrant galicien Manuel Moreira Garcia, propriétaire de la Brasserie Trindade.
La décoration extérieure, en azulejos à motifs maçonniques, était sous la responsabilité de Luís Ferreira, directeur de l'usine de céramique de Viúva Lamego, connue sous le nom de "Ferreira das Tabuletas". La décoration comprend six figures allégoriques - Terre, Eau, Commerce, Industrie, Science et Agriculture.
Dans cet immeuble, où il résidait, Rafael Bordalo Pinheiro, créateur de Zé Povinho, mourut en 1905.